# Oryzaephilus surinamensis
Oryzaephilus surinamensis là một loài bọ cánh cứng trong họ Silvanidae. Loài này được Linnaeus miêu tả khoa học năm 1758.

## Hình ảnh

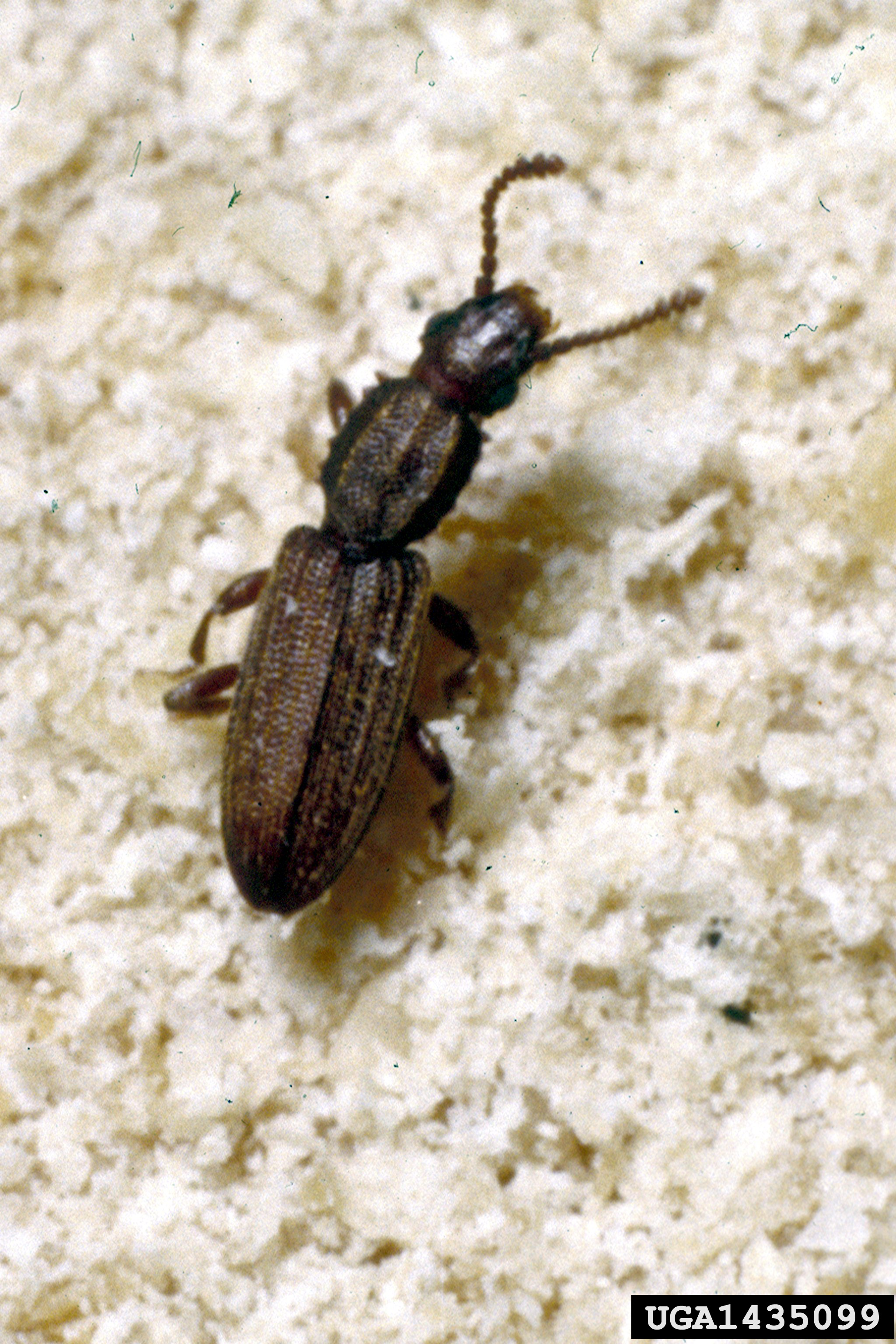
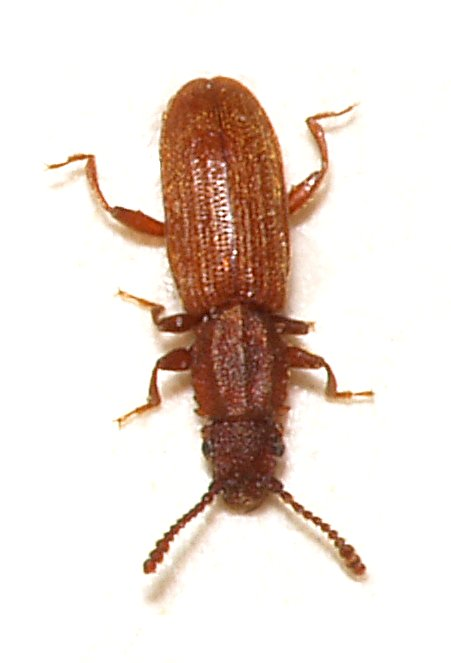
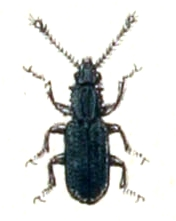